# Wasylkowce (gmina)
Wasylkowce – dawna gmina wiejska w powiecie kopyczynieckim województwa tarnopolskiego II Rzeczypospolitej. Siedzibą gminy były Wasylkowce.
Gminę utworzono 1 sierpnia 1934 r. w ramach reformy na podstawie ustawy scaleniowej z dotychczasowych gmin wiejskich: Celejów, Krogulec, Myszkowce, Niżborg Nowy, Niżborg Stary, Niżborg Szlachecki i Wasylkowce.
Od września 1939 do lipca 1941 gmina znajdowała się pod okupacją ZSRR, a 1 sierpnia 1941 weszła w skład Generalnego Gubernatorstwa i nowo utworzonego dystryktu Galicja. Gmina przynależała odtąd do powiatu czortkowskiego (Kreishauptmannschaft Czortków). W 1943 roku gmina składała się z siedmiu gromad Celejów, Krogulec, Myszkowce, Niżborg Nowy, Niżborg Stary, Niżborg Szlachecki i Wasylkowce) i liczyła 9.871 mieszkańców
Po II wojnie światowej obszar gminy znalazł się w ZSRR.